# Sulistrowice (województwo dolnośląskie)
Sulistrowice (niem. Gross Silsterwitz) – wieś położona w województwie dolnośląskim, w powiecie wrocławskim, w gminie Sobótka.
W latach 1975–1998 miejscowość należała administracyjnie do województwa wrocławskiego.

## Krótki opis
We wsi znajduje się Zalew Sulistrowicki, a w jego pobliżu kemping.

## Demografia
Według Narodowego Spisu Powszechnego (2011-03) liczyły 324 mieszkańców. Są piątą co do wielkości miejscowością gminy Sobótka.

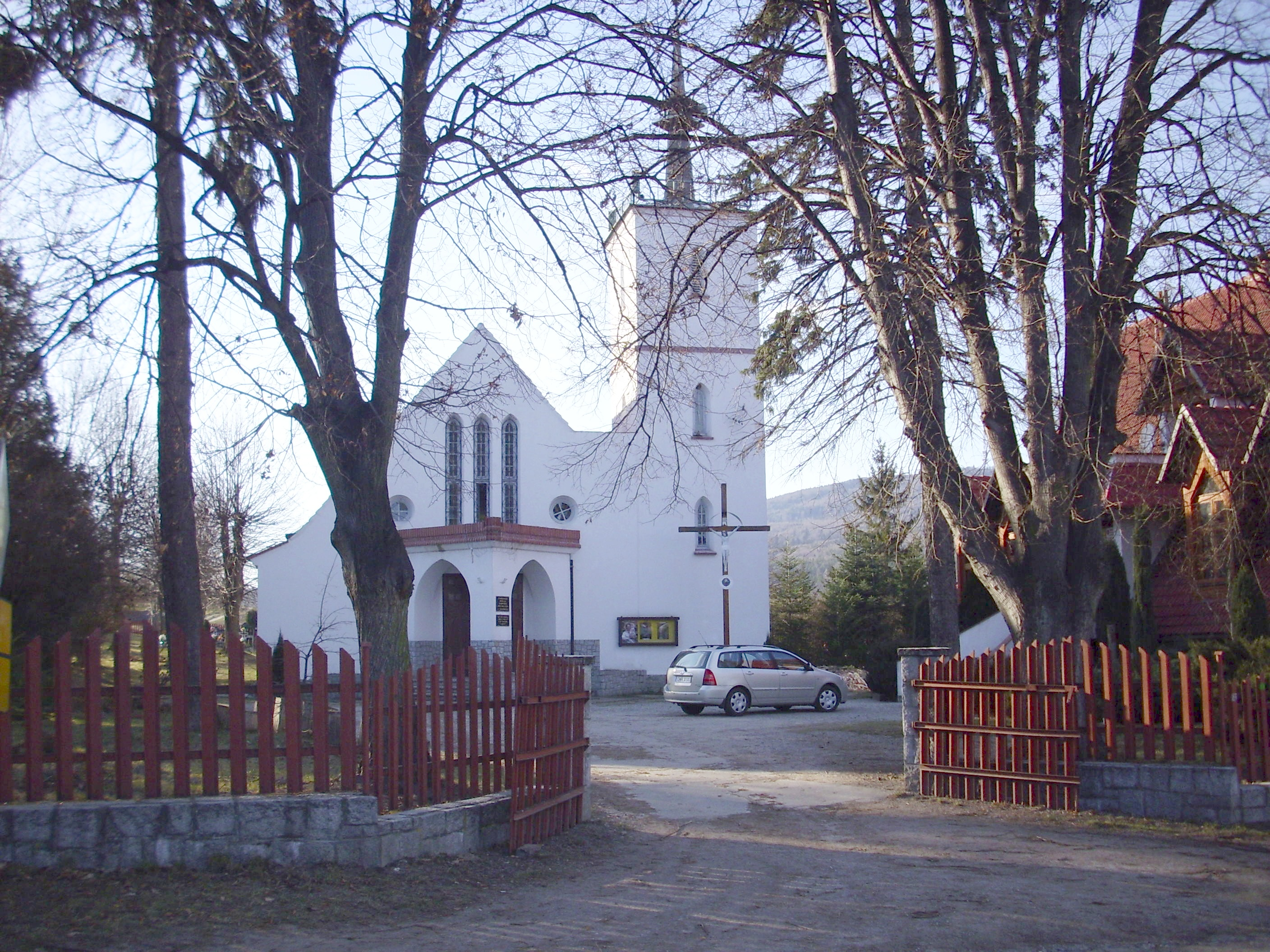
Kościół pw. Najświętszego Serca Pana Jezusa

## Dawna nazwa
W okresie hitlerowskiego reżimu w latach 1937–1945 miejscowość nosiła nazwę Senkenberg.

## Zabytki
Do wojewódzkiego rejestru zabytków wpisany jest:
- kościół parafialny pw. Najświętszego Serca Pana Jezusa, jednonawowy, neogotycki z lat 1932-1933, odrestaurowany w 2001 r.